# REM (album)
REM – trzeci album studyjny polskiej piosenkarki Natalii Szroeder. Wydawnictwo ukazało się 18 października 2024 nakładem wytwórni muzycznej Warner Music Poland.
Album jest utrzymany w stylu muzyki pop. Składa się z wersji standardowej (1 CD) i limitowanej (1 CD, autograf i plakat).
Płyta zadebiutowała na 7. miejscu polskiej listy sprzedaży – OLiS.
Nagrania były promowane singlami: „Północ”, „Sama na planecie”, „Upał”, „Zwierzęta nocy”, „Ty się nie bój” i „Ściany”.

## Lista utworów
Opracowano na podstawie materiału źródłowego.
| REM – Wersja standardowa | REM – Wersja standardowa             | REM – Wersja standardowa | REM – Wersja standardowa          | REM – Wersja standardowa |
| Nr                       | Tytuł utworu                         | Słowa                    | Muzyka                            | Długość                  |
| ------------------------ | ------------------------------------ | ------------------------ | --------------------------------- | ------------------------ |
| 1.                       | „NREM”                               | Natalia Szroeder         | Natalia Szroeder, Konrad Biliński | 2:33                     |
| 2.                       | „Pusto”                              | Natalia Szroeder         | Natalia Szroeder, Konrad Biliński | 2:53                     |
| 3.                       | „Na stół”                            | Natalia Szroeder         | Natalia Szroeder, Konrad Biliński | 3:35                     |
| 4.                       | „Złodziej”                           | Natalia Szroeder         | Natalia Szroeder, Konrad Biliński | 4:27                     |
| 5.                       | „Ściany”                             | Natalia Szroeder         | Natalia Szroeder, Konrad Biliński | 4:31                     |
| 6.                       | „Ty się nie bój”                     | Natalia Szroeder         | Natalia Szroeder, Konrad Biliński | 3:05                     |
| 7.                       | „Północ”                             | Natalia Szroeder         | Natalia Szroeder, Konrad Biliński | 3:17                     |
| 8.                       | „Pętla” (oraz Krzysztof Zalewski)    | Natalia Szroeder         | Natalia Szroeder, Konrad Biliński | 3:32                     |
| 9.                       | „Zwierzęta nocy” (oraz Mela Koteluk) | Natalia Szroeder         | Natalia Szroeder, Konrad Biliński | 3:55                     |
| 10.                      | „Sama na planecie”                   | Natalia Szroeder         | Natalia Szroeder, Konrad Biliński | 3:22                     |
| 11.                      | „Upał”                               | Natalia Szroeder         | Natalia Szroeder, Konrad Biliński | 3:26                     |
| 12.                      | „REM”                                | Natalia Szroeder         | Natalia Szroeder, Konrad Biliński | 2:44                     |
|                          |                                      |                          |                                   | 41:20                    |

Uwagi:
- W utworze „Ty się nie bój” została wykorzystana kaszubska muzyka ludowa.

## Promocja

### Sama na planecie Tour
Opracowano na podstawie materiału źródłowego.
| Data                 | Miejscowość   | Obiekt                       |
| -------------------- | ------------- | ---------------------------- |
| 26 października 2024 | Kalisz        | KCK                          |
| 27 października 2024 | Toruń         | CKK Jordanki                 |
| 14 listopada 2024    | Bielsko-Biała | Cavatina Hall                |
| 17 listopada 2024    | Wrocław       | Stary Klasztor               |
| 28 listopada 2024    | Poznań        | Tama                         |
| 5 grudnia 2024       | Warszawa      | Palladium                    |
| 13 grudnia 2024      | Kraków        | Studio                       |
| 14 lutego 2025       | Wejherowo     | Wejherowskie Centrum Kultury |
| 15 lutego 2025       | Gdańsk        | Stary Maneż                  |
| 21 lutego 2025       | Katowice      | P23                          |

## Pozycje na listach sprzedaży

### Pozycje na listach tygodniowych
| Kraj   | Lista (2024)             | Najwyższa pozycja |
| ------ | ------------------------ | ----------------- |
| Polska | OLiS – albumy            | 7                 |
| Polska | OLiS – albumy fizycznie  | 5                 |
| Polska | OLiS – albumy w streamie | 43                |

## Wyróżnienia
| Rok  | Konkurs        | Kategoria      | Rezultat  |
| ---- | -------------- | -------------- | --------- |
| 2025 | Fryderyki 2025 | Album roku pop | Nominacja |